# Murtas Kajgalíev
Murtas Kajgalíev (nascut el 17 de novembre de 1973), és un jugador d'escacs kazakh, que té el títol de Gran Mestre des de 1998.
Ala llista d'Elo de la FIDE del gener de 2022, hi tenia un Elo de 2554 punts, cosa que en feia el jugador número 2 (en actiu) del Kazakhstan. El seu màxim Elo va ser de 2653 punts, a la llista de novembre de 2009 (posició 80 al rànquing mundial).

## Resultats destacats en competició
El 2004, empatà al primer lloc amb Slim Belkhodja al 27è Memorial Syre a Issy les Moulineaux.
A finals de 2005, va participar en la Copa del món de 2005 a Khanti-Mansisk, un torneig classificatori per al cicle del Campionat del món de 2007, on tingué una actuació regular i fou eliminat en segona ronda per Teimur Radjàbov.
El 2006 guanyà i obtingué la medalla d'or al torneig d'escacs ràpids dins els 15ns Jocs Asiàtics a Doha.
El 2007 empatà als llocs 3r–9è amb Dmitri Svetuşkin, Vladímir Malàkhov, Evgeny Vorobiov, Pàvel Smirnov, Vladimir Dobrov i Aleksei Aleksàndrov al 3r Obert de Moscou. El setembre de 2009 fou primer al Campionat de París, empatat a punts amb Serhí Fedortxuk.
El 2011 empatà als llocs 2n–5è amb Parimarjan Negi, Csaba Balogh i Jon Ludvig Hammer al 13è Campionat Obert de Dubai (el campió fou Abhijeet Gupta).
Entre l'agost i el setembre de 2011 participà en la Copa del món de 2011, a Khanti-Mansisk, un torneig del cicle classificatori pel Campionat del món de 2013, i hi tingué una mala actuació; fou eliminat en primera ronda per Dmitri Andreikin (3½-4½).
El 2015 empatà al segon lloc al Karpos Open a Skopje, amb 7 punts, mig per sota del campió, Ivan Ivanišević.
El maig de 2015 fou campió del Kazakhstan a Pavlodar amb 9 punts d'11. L'abril de 2018 tornà a revalidar el títol de campió del Kazakhstan amb 8 punts d'11, els mateixos que Denis Makhnev però amb millor desempat.

### Participació en competicions per equips
Ha participat, representant el Kazakhstan, en cinc edicions de les Olimpíades d'escacs, els anys 1996, 1998, 2000, 2008, i 2010.

## Partides notables
- Bin-Sattar Reefat vs Murtas Kazhgaleyev, Asian Championships 2001, obertura Ruy López: defensa berlinesa (C65), 0-1
- Joel Lautier vs Murtas Kazhgaleyev, Grand Prix d'Echecs 2004, defensa índia de rei: variant Saemisch (E81), 0-1
- Teimour Radjabov vs Murtas Kazhgaleyev, Copa del Món de 2005, obertura Ruy López: variant del canvi (C69), 0-1
- Murtas Kazhgaleyev vs Pawel Jaracz, Ordix Open 2008, defensa Nimzoíndia: variant clàssica (E32), 1-0